# 宇土藩
宇土藩（日语：／ Uto-han */?）是日本肥後國宇土郡宇土的藩，正保3年7月29日（1646年9月8日）創藩，明治3年10月23日（1870年11月16日）廢藩，原本是熊本藩的一部分，石高是30,000石，藩廳是宇土陣屋，藩校是創建於寶曆13年（1763年）的溫知館、嘉永7年（1854年）的武館以及慶應元年（1865年）的樹德齋，明治2年（1869年）時的人口是23,960戶124,966人。
江戶藩邸方面，上屋敷最初位於愛宕下藪小路，始於寬永16年（1639年）8月，元祿16年9月19日（1703年10月29日）轉移至下谷，寶永4年5月25日（1707年6月24日）轉移至愛宕下窪町，寬政6年3月14日（1794年4月13日）再轉移至永田町。中屋敷最初位於二本榎猿町，拜領自寬文元年12月15日（1662年2月3日），元文年間（1736年至1741年）或以前改為下屋敷，麻布中屋敷在享保2年7月13日（1717年8月19日）相對替為愛宕下神保小路中屋敷。二本榎猿町下屋敷在天明8年12月29日（1789年1月24日）部分轉移至愛宕下神保小路中屋敷，文化5年11月25日（1809年1月10日）和文政9年6月5日（1826年7月9日）先後分次相對替為麴町元山王下屋敷，中目黑下屋敷則拜領自元祿年間（1688年至1704年）或以前。此外，藏屋敷位於中之島。

## 歷史
正保3年7月29日（1646年9月8日），細川行孝獲堂兄熊本藩藩主細川光尚內分分知30,000石而創立宇土藩，當時年行孝僅10歲。關於分知的理由，行孝之父細川立孝受到細川忠興寵愛，忠興原本打算將八代城賜予立孝，不過當立孝在正保2年（1645年）死去後，八代城也在江戶幕府的意向下交由家老松井氏管治，因此作為八代分領的補償，由行孝領有宇土。承應元年（1652年），由重臣佐方與左衛門進駐宇土，並且設立陣屋。元祿3年（1690年），由於宇土水質惡劣，因此行孝從宮庄轟泉引入上水道，即後來的轟泉水道。
享保年間（1716年至1736年）起，宇土藩開始陷入財困，藩主細川興文為了改善財政，鼓勵種植野漆和楮，又設置製紙場和製蠟場，甚至一度獲江戶幕府打算提拔其為老中，不過最終興文致仕。天明7年9月19日（1787年10月29日），藩主細川立禮繼任為熊本藩藩主，即細川齊茲，宇土藩便由其子細川立之繼承。寬政4年4月1日（1792年5月21日），島原大噴發爆發，宇土藩沿岸的村落遭遇海嘯，損失慘重。文政9年3月29日（1826年5月5日），藩主細川立政繼任為熊本藩藩主，即細川齊護，宇土藩便由其弟細川行芬繼承。
嘉永6年（1853年），黑船來航，宇土藩也有奉命前往浦賀。元治元年（1864年）和慶應2年（1866年），長州征討爆發，宇土藩均有參戰。慶應4年4月14日（1868年5月6日），藩主行真向正在大坂行幸天皇宣誓勤王，同年5月7日（7月6日）從京都出發返回藩領。明治2年（1869年）11月，宇土藩與高瀨藩一同奉命把守大原口。明治3年10月23日（1870年11月16日），宇土藩併入熊本藩而廢藩。

## 歷任藩主
| 家名   | 家格      | 名稱     | 石高     | 藩領                   |
| ------ | --------- | -------- | -------- | ---------------------- |
| 細川家 | 外樣 陣屋 | 細川行孝 | 30,000石 | 肥後國宇土郡和下益城郡 |
| 細川家 | 外樣 陣屋 | 細川有孝 | 30,000石 | 肥後國宇土郡和下益城郡 |
| 細川家 | 外樣 陣屋 | 細川興生 | 30,000石 | 肥後國宇土郡和下益城郡 |
| 細川家 | 外樣 陣屋 | 細川興里 | 30,000石 | 肥後國宇土郡和下益城郡 |
| 細川家 | 外樣 陣屋 | 細川興文 | 30,000石 | 肥後國宇土郡和下益城郡 |
| 細川家 | 外樣 陣屋 | 細川立禮 | 30,000石 | 肥後國宇土郡和下益城郡 |
| 細川家 | 外樣 陣屋 | 細川立之 | 30,000石 | 肥後國宇土郡和下益城郡 |
| 細川家 | 外樣 陣屋 | 細川立政 | 30,000石 | 肥後國宇土郡和下益城郡 |
| 細川家 | 外樣 陣屋 | 細川行芬 | 30,000石 | 肥後國宇土郡和下益城郡 |
| 細川家 | 外樣 陣屋 | 細川立則 | 30,000石 | 肥後國宇土郡和下益城郡 |
| 細川家 | 外樣 陣屋 | 細川行真 | 30,000石 | 肥後國宇土郡和下益城郡 |

## 領地
| 令制國 | 郡       | 領地 |
| ------ | -------- | --- |
| 肥後國 | 宇土郡   | 本町、新町、江部、松原、築籠、馬瀨、城神山、馬場、網津、上長崎、下長崎、栗崎、神山、石橋、宮庄、下椿原、下惠里、伊津野、城塚、上新開、下新開、網引                                           |
| 肥後國 | 下益城郡 | 平野、千原、南永、北永、上碇、下碇、上赤見、下赤見、丹生宮、榎津、才木、島田、六田、木原、南小野、南部田、北部田、南新田、北新田、上江頭、南小川、東海東、南海東、西海東、北海東、安見、山崎 |

## 註解
1. ↑  宇土現為熊本縣宇土市一里木町、浦田町、定府町、門內町、新小路町、新町、石小路町、船場町和本町一帶[1]。
2. ↑  現行對應地名如下：
  - 愛宕下藪小路現為東京都東京都虎之門1丁目內[3]。
  - 永田町上屋敷現為東京都千代田區永田町1丁目10−1的國立國會圖書館[4][5]。
  - 愛宕下神保小路中屋敷現為港區西新橋2-17[5]。
  - 二本榎猿町下屋敷現為港區白金台2丁目的白金兒童遊園一帶[3][5]。
  - 麴町元山王現為千代田區隼町[6]。
  - 中目黑現為東京都目黑區中目黑以至中央町、目黑1至3丁目、三田2丁目、上目黑1丁目、祐天寺2丁目、五本木2丁目和中町1至2丁目一帶[3]。
3. ↑  宮庄現為宇土市宮庄（日语：轟村）[1]。

## 外部連結
- . kotobank （日语）.